# Bai Xingjian
Pour les articles homonymes, voir Bai.
Dans ce nom chinois, le nom de famille, Bai, précède le nom personnel.
Œuvres principales
Li Wa zhuan
Bai Xingjian, né en 775, mort en 826, est un écrivain chinois. Son nom social est Zhitui.
Après avoir obtenu son doctorat en 807, il mène une carrière de fonctionnaire. Il est le frère cadet du poète Bai Juyi.
Il ne reste quasi rien de son œuvre, excepté deux récits parmi les plus fameux de la dynastie Tang, le Dit des trois rêves (Sanmeng ji), et un chuanqi, Li Wa zhuan (Histoire de la belle Li Wa).
Bai serait aussi l'auteur d'un fu érotique retrouvé à Dunhuang, bien que l'attribution soit douteuse.

## Traduction
- Trad. de Li Tche-houa dans Roger Caillois, Puissance du rêve, 1962